# Franz Valentiner
Franz Valentiner (* 7. November 1896; † 21. November 1972) war ein deutscher Gewerkschafter und Vorsitzender  von 1951 bis 1953 der Gewerkschaft Holz und Kunststoff.

## Leben
Franz Valentiner arbeitete nach dem Abschluss der Volksschule als Hilfsarbeiter in einem Sägewerk. Nach einer Schuhmacherlehre war er wieder im Sägewerk beschäftigt und besuchte Fortbildungskurse und die Abendschule in Bad Reichenhall. Ab 1913 war er auf Wanderschaft und wurde 1913 Mitglied der SPD, 1914 Mitglied des Deutschen Holzarbeiterverbandes. Im Jahr 1924 war er Betriebsratsvorsitzender in Hamburg. 1926 erkrankte er an Staublunge und war anschließend bei dem Gemeinnützigen Bestattungsverein (einem gewerkschaftlichen Unternehmen) tätig. Dieser Verein war ein Vorgängerunternehmen des GBI Großhamburger Bestattungsinstitut. 1933 nach der Machtübernahme der Nationalsozialisten wurde er verhaftet und kam in ein Konzentrationslager (unbekanntes Lager, später KZ Fuhlsbüttel).
Nach 1945 beteiligte er sich am aktiven Wiederaufbau der Gewerkschaften in Hamburg. 1947 wurde er ehrenamtliches Vorstandsmitglied der Gewerkschaft Holz für die britische Zone, 1949 2. Vorsitzender und 1951 Vorsitzender der neuen Gewerkschaft Holz und Kunststoff. Bei Gründung des DGB 1949 wurde er in den Bundesvorstand gewählt.
1947 zählte Valentiner zu den Wiederbegründern des Bestattungsvereins in Hamburg und war von 1949 bis 1951 Vorstandsmitglied des GBI Großhamburger Bestattungsinstitut.